# Скаришоара (Бакау)
Скаришоара (рум. Scărișoara) насеље је у Румунији у округу Бакау у општини Корбаска. Oпштина се налази на надморској висини од 216 m.

## Становништво
Према подацима из 2002. године у насељу је живело 843 становника, од којих су сви румунске националности.